# Macho Man (2015)
Macho Man ist ein deutscher Film des Regisseurs Christof Wahl aus dem Jahr 2015, basierend auf dem gleichnamigen autobiographischen Roman von Moritz Netenjakob. In den Hauptrollen spielen Christian Ulmen und Aylin Tezel ein Liebespaar.

## Handlung
Werbetexter Daniel Hagenberger hat als zurückhaltender, tollpatschiger Frauenversteher nur wenig Erfolg beim anderen Geschlecht. Auf einer Urlaubsreise in die Türkei lernt er die attraktive Aylin Denizoglu kennen, die sich wider Erwarten für ihn interessiert. Das böse Erwachen folgt, als Daniel zurück in Deutschland das erste Mal auf Aylins Familie trifft. Weder ihre Eltern, noch ihren Bruder kann er mit seiner sensiblen Art von sich überzeugen. Als dann auch noch Aylins gut aussehender Ex-Freund auftaucht, nehmen Daniels Selbstzweifel überhand. Er fühlt sich unmännlich, hilflos und bekommt Angst, Aylin könnte ihn deswegen verlassen. Zumal sie bei allen seine Anläufen mit ihr zu schlafen, oder gar sie zu heiraten, ihn auf später vertröstet.
In seiner Not wendet sich Daniel an Aylins Bruder Cem, der ihm beibringen soll, wie man ein richtiger Macho wird. Mit neuem Outfit und Selbstbewusstsein stürzt sich Daniel mit Cem ins Nachtleben und flirtet mit Aylins Cousinen. Sein neues Auftreten bringt ihm Respekt von Aylins Familie ein. Selbst seine Arbeitskollegen erkennen ihren Daniel nicht wieder, der sich zum ersten Mal gegen seinen Chef durchsetzt. Aylin allerdings beobachtet Daniels Verwandlung mit Sorge. Schließlich hat Aylin bisher schlechte Erfahrungen mit Machos gemacht und liebte Daniel so, wie sie ihn kennengelernt hatte und nicht so, wie er sich jetzt gibt. Sie sagt ihm auf den Kopf zu, dass ihr Daniel nicht mehr da ist und wendet sich von ihm ab. Daniel ist fassungslos und will um seine Liebe kämpfen, nur hilft ihm jetzt seine neue Lebensart nichts. Der Versuch wie ein Macho mit dem Aus umzugehen, bringt nur scheinbar Erfolg. So begegnet ihm zufällig seine alte Jugendliebe Gaby und er genießt es durch sein selbstbewusstes Auftreten bei ihr wieder zu punkten. Damals hatte sie sich von ihm abgewandt, weil er zu unmännlich war. Dennoch wird ihm schmerzhaft bewusst, wie sehr ihm Aylin fehlt. Er versinkt daraufhin im Selbstmitleid, geht nach Feierabend nicht mehr aus dem Haus, trinkt nur noch Bier und hofft in jeder Minute, Aylin möge anrufen. Auf Arbeit ist er so geistesabwesend, dass ihn nicht einmal die Präsentation seiner letzten Werbekampagne zu interessieren scheint. Seine Arbeitskollegen können Daniels Zustand nicht mehr mit ansehen. Sie setzen sich mit ihm zusammen und können ihm nach Werbeexpertenmanier die richtige Richtung „geben“. Daniel begreift, dass er Aylin nur zurückgewinnen kann, wenn er nicht machomäßig um sie kämpft, sondern liebevoll um Verzeihung bittet. Doch Aylin ist nicht mehr zu Hause. Daniel ist sich sicher, dass er sie dort findet, wo sie sich kennengelernt haben, in der Türkei. Er bittet Cem ihn sofort zum Flughafen zu fahren, aber die Straße dorthin ist wegen Dreharbeiten gesperrt. Es wird gerade eine neue Folge Alarm für Cobra 11 gedreht und hier geraten sie mittenhinein. Trotzdem schafft es Daniel das Flugzeug zu erwischen und in die Türkei zu fliegen. Hier trifft er Aylin am Strand, wo sie ihre erste Verabredung hatten. Er legt sein Machokostüm vor ihr ab und gesteht ihr seine Liebe, sodass Aylin gar nicht anders kann als ihm zu verzeihen und sich mit ihm zu versöhnen.

„Was tun wir nicht alles um jemanden zu finden, der uns liebt. Wir verkleiden uns, wir verstellen uns, aber irgendwo gibt es jemanden, der uns genauso so liebt, wie wir sind.“

## Hintergrund
Der Film basiert auf dem gleichnamigen autobiographischen Roman von Grimme-Preisträger und TV-Comedyautor Moritz Netenjakob. Das Buch erschien 2009 im Verlag Kiepenheuer & Witsch und stand ein Jahr lang auf der Spiegel-Bestsellerliste. Im Jahr 2012 erschien ein Nachfolgewerk mit dem Titel Der Boss. Grimme-Preisträger Moritz Netenjakob verfasste auch das Drehbuch zum Film, der am 29. Oktober 2015 in den deutschen Kinos anlief.

## Trivia
Der Fußballer Lukas Podolski absolviert einen Gastauftritt im Stadion des 1. FC Köln. Des Weiteren ist Erdoğan Atalay in zwei Rollen zu sehen, welche auf der Filmautobahn FTL Germany spielen. Dabei schlüpft er u. a. in die Rolle des Autobahnpolizisten Semir Gerkan, den er seit 20 Jahren in der Fernsehserie Alarm für Cobra 11 verkörpert.

## Kritik
Kino.de wertete: „Den liebenswert-charmanten Loser, der dennoch romantisch erfolgreich ist, variierte Ulmen bereits in Hits wie ‚Maria, ihm schmeckt’s nicht‘, wo er sich vor den italienischen Schwiegereltern beweisen muss, oder ‚Männerherzen‘. Die genau auf diesen Rollentyp zugeschnittene Story lässt seinen Daniel in bewährter Manier in Fettnäpfchen treten und Irrwege einschlagen bevor er die Frau seiner Träume Aylin (Aylin Tezel, Kommissarin im Dortmund-Tatort) endgültig erobert hat.“
Bei der Frankfurter Allgemeinen Zeitung schrieb Ursula Scheer: „‚Macho Man‘ ist nicht der originellste deutsche Film aller Zeiten; alles, was man hier sieht, hat man irgendwie schon mal gesehen, und gegen Ende gleicht das Gagfeuerwerk doch eher einem Knallfroschregen. Doch die Komödie versammelt einiges auf der Habenseite. Christian Ulmen spielt seine Klischeefigur immer wieder als rührenden Charakter, der auf halber Strecke tatsächlich derart zum Macho mutiert, dass man den Schauspieler kaum mehr erkennt.“ Des Weiteren stellt die Kritikerin fest: „Schuld an Daniels Misere sind nur die verklemmten deutschen Eltern, die Probleme mit dem Deutschsein (Nazizeit!) und Männlichkeit (Alice Schwarzer als Postergirl) haben. Aber das Ergebnis der verquasten Schuldpädagogik ist dann doch genau das, was Aylin will. Wir Deutsche, sagt der Film, wollen doch nur eines: dass uns die anderen endlich so liebhaben, wie wir sind.“
Rainer Gansera von der Süddeutschen Zeitung stellte fest: „Vom Witz der Romanvorlage – Moritz Netenjakobs gleichnamigen Bestsellers – bleiben nur karge Gagreste. Im Roman wird Wert darauf gelegt, dass Daniel nicht von Natur aus der biedere Tölpel ist, sondern von 68er-Eltern dazu gemacht wurde.“ „Das Peinlichste: Daniels Macho-Metamorphose unter fachkundiger Anleitung von Aylins Bruder Cem (Dar Salim). Türkisch für Weicheier. Daniel schmiert sich Pomade ins Haar, klopft Sprüche, macht sich zum Affen.“